# هیرام (جورجیا)
هیرام، جورجیا (به انگلیسی: Hiram, Georgia) یک شهر در ایالات متحده آمریکا با جمعیت ۲٬۳۳۲ نفر است که در جورجیا واقع شده‌است.

## موقعیت جغرافیایی
موقعیت جغرافیایی شهرها و مناطق اطراف به شرح زیر است: